# Tanaj

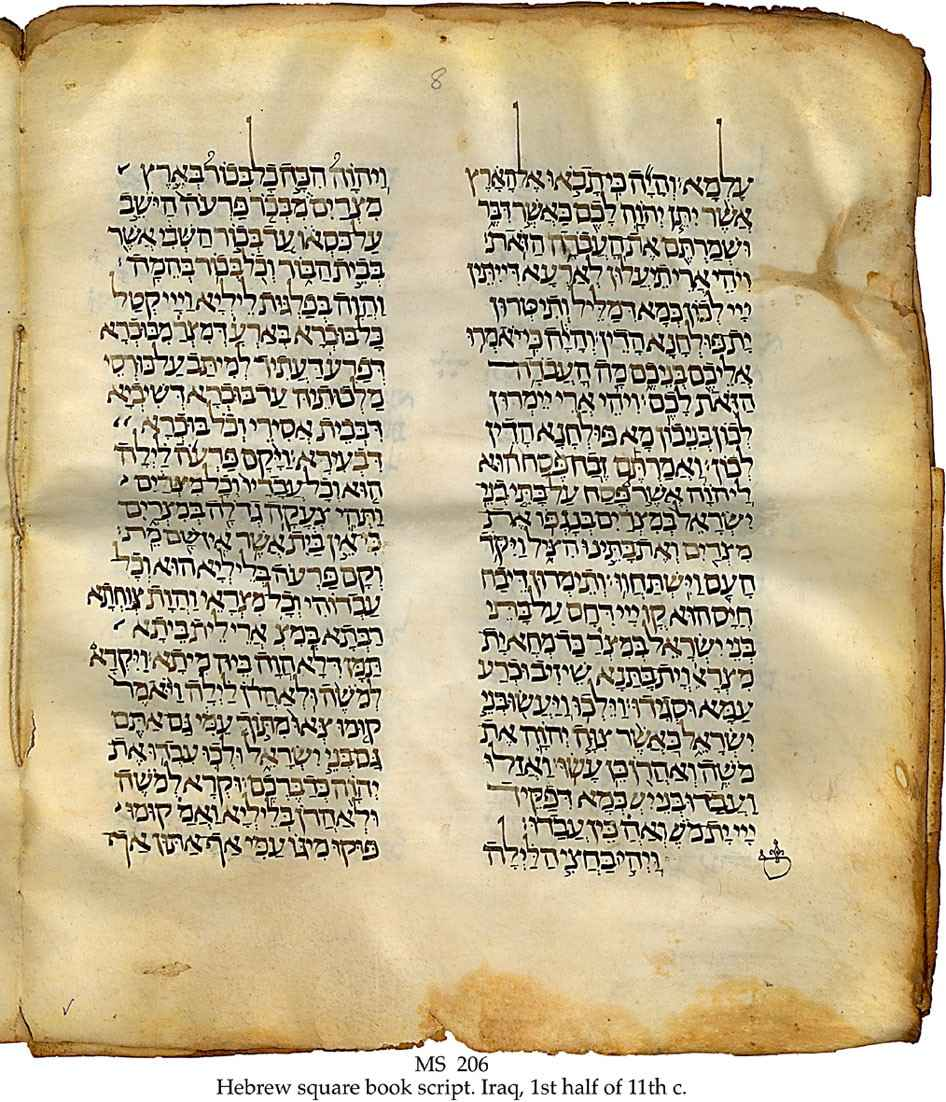
Fragmento del Tanaj.

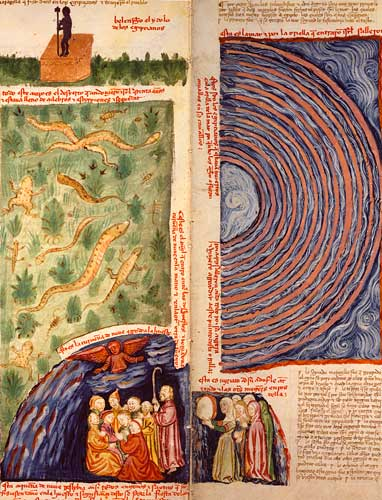
Tanaj en español. Biblia de Alba, 1422-1433, fols. 68v-69r: Moisés y el cruce del Mar Rojo.

El Tanaj (del acrónimo hebreo תַּנַךְ tanaj), también conocido como Mikrá, es el conjunto de los veinticuatro libros sagrados canónicos en el judaísmo. Es la Biblia hebrea. Se divide en tres grandes partes: la Torá (Ley), los Nevi'im (Profetas) y los Ketuvim (Escritos). Los textos están escritos mayoritariamente en hebreo antiguo, aunque también hay pasajes en arameo antiguo (Libro de Daniel, Libro de Esdras, y otros). El texto hebreo tradicional recibe el nombre de texto masorético.
El Antiguo Testamento católico y ortodoxo contiene siete libros no incluidos en el Tanaj, llamados Deuterocanónicos. Las traducciones de la Biblia que utilizan los grupos cristianos protestantes se adhieren al canon hebreo, o sea, solo treinta y nueve libros del Tanaj. Para los católicos y los ortodoxos, sin embargo, el Antiguo Testamento lo componen 46 libros en lugar de 24. Las Iglesias protestantes incluyen 39 libros en el Antiguo Testamento, omitiendo 7 libros conocidos como Deuterocanónicos. En ambos casos, las cifras derivan, al menos en principio, de una diferente repartición del conjunto del texto original.

## Terminología
El acrónimo Tanaj son las tres letras iniciales hebreas (con la puntuación diacrítica que sirve de vocal) de cada una de las tres partes que componen las escrituras judías:
1. La Torá (תּוֹרָה), ‘Instrucción’ o ‘Ley’ - los cinco libros de Moisés (Génesis, Éxodo, Levítico, Números y Deuteronomio)
2. Los Nevi'im (נְבִיאִים), ‘Profetas’
3. Los Ketuvim (כְּתוּבִים), ‘Escritos’ o ‘Hagiógrafos’

En un principió, la palabra Torá en su uso más genérico también sirve para la Biblia judía en su totalidad (las tres partes), aunque en su más limitado sentido se refiere a la primera parte del Tanaj, cuyo nombre recibe.
La letra inicial kaf de כְּתוּבִים (Ketuvim) (se escribe de derecha a izquierda) es letra final en el acrónimo תַּנַ"ךְ (Tanaj), y por ser última letra toma la forma de kaf final ( ךְ ) y se pronuncia suave, como J, no como K; por eso es Tanaj y no “Tanak”.
En el ámbito académico, muchos estudiosos de ciencias bíblicas defienden el uso del término Biblia hebrea (o escrituras hebreas) como sustituto de los términos menos neutrales con connotaciones judías o cristianas (como Tanaj o Antiguo Testamento).  A su vez, otros estudiosos le ven al término Biblia hebrea una interpretación más bien lingüística (textos escritos originalmente en hebreo y arameo antiguos), por lo que siguen usando los otros términos para referirse a los compendios concretos de libros judíos y cristianos.
En hebreo, la palabra Tanaj sirve para la Biblia judía mientras que para la Biblia cristiana (tanto Antiguo como Nuevo Testamento) se usa la palabra latina ביבליה (Biblia, que coincide con la forma española). A su vez, la traducción de la palabra Tanaj a otros idiomas en el ámbito judío es sencillamente Biblia en el idioma que corresponde (Bible, Bibel, Bijbel, etc.).

## Historia
La lista (o canon) de libros bíblicos hebreos inspirados quedó establecida definitivamente para el judaísmo en el siglo II d. C. por el consenso de un grupo de sabios rabinos que habían conseguido escapar del asedio de Jerusalén en el año 70 y que habían fundado una escuela en Yamnia. A estos libros se les conoce como protocanónicos, y forman el Canon Palestinense o Tanaj.
Este canon significó el rechazo de algunos libros, que pasaron a conocerse como deuterocanónicos, que un grupo de maestros judíos había incluido en el Canon de Alejandría o Biblia de los Setenta en el siglo II a. C. La forma “deuterocanónico” significa ‘segundo canon’ en contraste con el término “protocanónico” que significa ‘primer canon’. Sin embargo el primer canon, en orden cronológico, fue el de Alejandría.

## Contenido

### Géneros y temas
El Tanaj incluye diversos géneros. Más de la mitad consiste en narraciones, es decir, descripciones de acontecimientos ambientados en el pasado. El Levítico y gran parte del Éxodo y los Números contienen material jurídico. El Libro de los Salmos es una colección de himnos, pero en otras partes del Tanaj, como Éxodo 15, 1 Samuel 2 y Jonás 2, se incluyen canciones. Libros como Proverbios y Eclesiastés son ejemplos de literatura sapiencial.
Otros libros son ejemplos de profecía. En los libros proféticos, un profeta denuncia el mal o predice lo que Dios hará en el futuro. Un profeta también puede describir e interpretar visiones. El Libro de Daniel es el único libro del Tanaj que suele describirse como literatura apocalíptica. Sin embargo, otros libros o partes de libros han sido llamados proto-apocalípticos, como Isaías 24-27, Joel, y Zacarías 9-14.
Un tema central a lo largo del Tanaj es el monoteísmo, la adoración a un solo Dios. El Tanaj fue creado por los israelitas, un pueblo que vivía en el contexto cultural y religioso del antiguo Cercano Oriente. Las religiones del antiguo Cercano Oriente eran politeístas, pero los israelitas rechazaron el politeísmo en favor del monoteísmo. La biblista Christine Hayes escribe que la Biblia hebrea fue "el registro de la revolución religiosa y cultural [de los israelitas]".
Según el especialista en la Biblia John Barton, "YHWH se presenta sistemáticamente a lo largo de las [Escrituras hebreas] como el Dios que creó el mundo, y como el único Dios del que Israel debe ocuparse". Esta relación especial entre Dios e Israel se describe en términos de un pacto. Como parte del pacto, Dios entrega a su pueblo la tierra prometida como posesión eterna. El Dios de la alianza es también un Dios de redención. Dios libera a su pueblo de Egipto e interviene continuamente para salvarlo de sus enemigos.
El Tanaj impone requisitos éticos, incluyendo la justicia social y la pureza ritual (Tumah y taharah). El Tanaj prohíbe la explotación de viudas, huérfanos y otros grupos vulnerables. Además, el Tanaj condena el asesinato, el robo, el soborno, la corrupción, el comercio engañoso, el adulterio, el incesto, el bestialismo y los actos homosexuales. Otro tema del Tanaj es la teodicea, que muestra que Dios es justo aunque el mal y el sufrimiento estén presentes en el mundo.

### Narrativa
El Tanaj comienza con el relato de la creación del Génesis. Génesis 12-50 remonta los orígenes israelitas a los patriarcas: Abraham, su hijo Isaac y su nieto Jacob. Dios promete a Abraham y a sus descendientes la bendición y la tierra. El pacto que Dios hace con Abraham se materializa con la circuncisión masculina. Los hijos de Jacob se convierten en los antepasados de las doce tribus de Israel. El hijo de Jacob José es vendido como esclavo por sus hermanos, pero se convierte en un hombre poderoso en Egipto. Durante una hambruna, Jacob y su familia se establecen en Egipto.
Los descendientes de Jacob vivieron en Egipto 430 años. Después del Éxodo, los israelitas vagan por el desierto durante 40 años. Dios da a los israelitas la Ley de Moisés para guiar su comportamiento. La ley incluye reglas tanto para el ritual religioso como para la ética. Este código moral exige justicia y cuidado de los pobres, las viudas y los huérfanos. La historia bíblica afirma el amor incondicional de Dios por su pueblo, pero aun así lo castiga cuando no cumple el pacto.
Dios conduce a Israel a la tierra prometida de Canaán, que conquistan al cabo de cinco años. Durante los siguientes 470 años, los israelitas fueron dirigidos por jueces. Posteriormente, el gobierno pasó a ser una monarquía. El Reino unido de Israel fue gobernado primero por Saúl y luego por David y su hijo Salomón. Fue Salomón quien construyó el Primer Templo en Jerusalén. Tras la muerte de Salomón, el reino unido se dividió en el Reino de Israel septentrional con capital en Samaria y el Reino de Judá meridional centrado en Jerusalén.
El reino del norte sobrevivió durante 200 años hasta que fue conquistado por el Asirio en el 722 a. C. El Reino de Judá sobrevivió durante más tiempo, pero fue conquistado por el Babilonios en 586 a. C. El Templo fue destruido y muchos judaizantes murieron. El Templo fue destruido, y muchos judíos fueron exiliados a Babilonia. En 539 a. C., Babilonia fue conquistada por Ciro el Grande de Persia, que permitió a los exiliados volver a Judá. Entre 520 y 515 a. C., el Templo fue reconstruido.

### Libros
Los libros en el Tanaj se agrupan en tres conjuntos: la Ley o Instrucción (Torá), los Profetas (Nevi'im) y los Escritos (Ketuvim). A continuación se enumeran los libros que pertenecen a cada apartado:

### Torá(תּוֹרָה) Ley o Instrucción
La Torá se conoce también como el Pentateuco, del griego πέντε, pente, ‘cinco’, y τεῦχος, teûjos, ‘funda para libros’; proveniente del hebreo חֲמִשָּׁה חֻמְשֵׁי תּוֹרָה, Jamishá Jumshei Torá, ‘los cinco quintos de la Torá’ o simplemente חֻמָּשׁ, Jumash, ‘cinco’, una conjugación de חמש (Jamesh).
1. Génesis (בֵרֵאשִׁית) [bereshit ‘en el comienzo’]
2. Éxodo (שְמוֹת) [shmot ‘nombres’]
3. Levítico (וָיִקְרָא) [vayikra ‘(y) lo llamó’]
4. Números (בַמִדְבָר) [bamidbar ‘en el desierto’]
5. Deuteronomio (דְבָרִים) [dvarim ‘palabras’]

### Nevi'im(נְבִיאִים) o los Profetas
1. Josué (יֵהוֹשע) o (יֵהוֹשוּע) [Yehoshua ‘Yeho (nombre de Dios) es salvación’, ‘salvador’]
2. Jueces (שוֹפְטִים) [Shoftim ‘jueces’]
3. Samuel (I Samuel y II Samuel) (שְמוּאֶל) [Shmuel ‘Dios escucha’]
4. Reyes (I Reyes y II Reyes) (מֶלַכִים) [melajim ‘reyes’]
5. Isaías (יֶשַעָיה) [Yeshayah ‘ Yah (nombre De Dios) salvará’] o (יֶשַעָיהוּ) [Yeshayahu]
6. Jeremías (יִרְמִיה) [Irmiya ‘ Ya (nombre De Dios) levanta’] o (יִרְמִיהוּ) [Irmiyahu]
7. Ezequiel (יֶחֵזְקֵאל) [Yejezquel ‘Dios fortalecerá’]
8. El libro de los 12 profetas menores: (תְרֶי עַשַר) [treyə asar, en arameo, ‘doce’]
  - Oseas (הוֹשֶע) [Hoshe'a ‘salvó’]
  - Joel (יוֹאֶל) [‘Él es Dios’]
  - Amós (עַמוֹס) [Amos ‘ocupado’, ‘el que lleva la carga’]
  - Abdías (עוֹבַדְיה) [Ovadyah ‘Siervo de Yah (nombre De Dios)’]
  - Jonás (יוֹנַה) [Yonah ‘paloma’]
  - Miqueas (מִיכַה) [Mijah, hay quienes piensan que significa ‘¿quién como Yah?’]
  - Nahum (נַחוּם) [Najum ‘confortado’]
  - Habacuc (חָבַקוּק) [Javaquq, una planta, en acadio, o ‘abrazado’]
  - Sofonías (צְפַנְיה) [Tzfaniyah ‘norte De Yah ’,ocultado de Yah’ o ‘agua de Yah’]
  - Hageo (חָגַי) [Jagay ‘descanso’ en lenguas semíticas, ‘mi descanso’ en hebreo]
  - Zacarías (זכַרְיה) [Zakhariyah ‘Yah(nombre De Dios) se acuerda’]
  - Malaquías (מַלְאַכָי) [Malají ‘mi mensajero’, o ‘mi ángel’]

### Ketuvim(כְּתוּבִים) o los Escritos
1. Salmos (תְּהִילִים) [Tehilim ‘alabanzas’]
2. Proverbios (מִשְׁלֵי) [Mishlei ‘parecerse’, ‘ser semejante’; en su forma intensiva, ‘comparar’, ‘asemejar’]
3. Job (אִיּוֹב) [Iyov ‘aquel que soporta penalidades’]
4. El Cantar de los Cantares (שִׁיר הַשִּׁירִים) [Shir HaShirim —superlativo— ‘el más hermoso de los cantos’, ‘el canto por excelencia’]
5. Rut (רוּת) [Rut ‘la compañera fiel’]
6. Lamentaciones (איכה) [Eijah]
7. Eclesiastés (קֹהֶלֶת) [Qohéleth ‘el congregador’]; (ἐκκλησιαστής) [Ekklesiastés ‘miembro de la congregación’ o ‘miembro de la asamblea’]
8. Ester (אסתר) [Ester] o (הדסה) [Hadasa] [‘mirto’, ‘arrayán’ o ‘murta’], [Ester, en asirio-babilónico, ‘astro’ o ‘estrella’]
9. Daniel (דָּנִיּאֵל) [Daniyyel ‘Dios es mi Juez’ o ‘juicio de Dios’].
10. Esdras-Nehemías: compuesto por Esdras (עזרא) [Ezrá ‘al que Dios ayuda’] y Nehemías (נְחֶמְיָה) [Nejemyah o Nejemyahu ‘reconfortado por Dios’]
11. Crónicas (I Crónicas y II Crónicas) [Divrei HaYamim Alef, Bet]

## Lenguaje y pronunciación
El sistema de escritura original del texto hebreo era un abjad: consonantes escritas con algunas letras vocálicas aplicadas (matres lectionis). Durante la temprana Edad Media, los eruditos conocidos como Masoretas crearon un único sistema formalizado de vocalización. Esto fue realizado principalmente por Aaron ben Moses ben Asher, en la escuela de Tiberias, basándose en la tradición oral para la lectura del Tanaj, de ahí el nombre de vocalización tiberiana. También incluía algunas innovaciones de Ben Naftali y de los Exiliados babilónicos. A pesar del proceso comparativamente tardío de codificación, algunas fuentes tradicionales y algunos judíos ortodoxos sostienen que la pronunciación y cantilación derivan de la revelación en el Sinaí, ya que es imposible leer el texto original sin pronunciaciones y pausas de cantilación.  La combinación de un texto מקרא mikra), la pronunciación (ניקוד  niqqud) y la cantilación (טעמים  te`amim) permiten al lector comprender tanto el significado simple como los matices en la fluidez de las frases del texto.

### Número de palabras distintas utilizadas
El número de palabras distintas en la Biblia hebrea es de 8.679, de las cuales 1.480 son hapax legomena,: 112 palabras o expresiones que aparecen una sola vez. El número de raíces semíticas distintas, en las que se basan muchas de estas palabras bíblicas, es de aproximadamente 2000.: 112 

## Traducciones
El Tanaj está siendo actualmente traducido del hebreo antiguo y el arameo antiguo al hebreo moderno en el Estado de Israel, en la llamada traducción Tanaj Ram.